# Cloé Hache
Pour les articles homonymes, voir Hache (homonymie).
Cloé Hache, née le 11 décembre 1997 à Nogent-sur-Marne, est une nageuse française.

## Carrière
Elle est troisième de la finale du 100 mètres nage libre aux Championnats de France de natation 2014. Aux Championnats d'Europe de natation 2014, elle termine cinquième des relais 4x100 mètres et 4x200 mètres nage libre.  Elle se classe huitième de ces relais aux Championnats du monde de natation 2015.
Elle est championne de France en petit bassin 2015 en relais 4x50 mètres avec l'Olympic Nice Natation. Aux Championnats de France de natation 2015, elle obtient la troisième place en finales du 100 et 200 mètres nage libre.
Elle fait partie du relais 4x200 mètres nage libre participant aux Jeux olympiques d'été de 2016.